# Марини, Катюша
Катюша Марини (итал. Catiuscia Marini; род. 25 сентября 1967, Тоди) — итальянский политик, губернатор Умбрии (2010—2019).

## Биография
Родилась 25 сентября 1967 года в Тоди, получила высшее политологическое образование со специализацией в международных отношениях. Работала в Институте экономических и социальных исследований Умбрии (Istituto di ricerche economico e sociali dell’Umbria), участвовала в молодёжных политических организациях, позднее вступила в партию Левые демократы.
В 1998 году избрана мэром Тоди при поддержке левоцентристской коалиции, в 2002 году переизбрана. В 2004 году избрана председателем умбрийского отделения Национальной ассоциации итальянских коммун, в 2007 году оставила должность мэра и возглавила отделение Legacoop в Умбрии; (в этот же период преподавала на кафедре административного права юридического факультета университета Перуджи, вступила в Демократическую партию и в 2009 году вошла в Национальную ассамблею партии и в национальный секретариат, получив в своё ведение международные отношения, связи с Евросоюзом и права человека). В 2008—2009 годах являлась депутатом Европарламента, состояла во фракции Партии европейских социалистов. В 2010 году вернулась в Италию и была избрана губернатором Умбрии.
31 мая 2015 года по итогам новых региональных выборов возглавляемая Катюшей Марини левоцентристская коалиция получила 42,8 % голосов против 39,3 % у правоцентристов во главе с Клаудио Риччи, и Марини осталась губернатором на второй срок.
28 мая 2019 года региональный совет Умбрии официально ратифицировал отставку Катюши Марини с должности губернатора ввиду расследования финансовых злоупотреблений в сфере здравоохранения.
Обязанности главы региона после отставки Марини временно исполнял Фабио Папарелли (Fabio Paparelli), которого сменила Донателла Тесеи, официально вступившая после досрочных выборов в должность главы региональной администрации 11 ноября 2019 года.